# 압둘라흐만 베나마디
압둘라흐만 베나마디(아랍어: عمار بن خليف‎, 1985년 7월 3일~)는 알제리의 유도 선수이다. 2016년 하계 올림픽에 참가했으며 세계 선수권 대회에서 은메달 1개, 아프리칸 게임에서 금메달 2개, 은메달 1개를 획득했다.